# L'intrusa (film 2017)
L'intrusa è un film del 2017 diretto da Leonardo Di Costanzo.
Secondo lungometraggio non documentaristico del regista, dopo L'intervallo (2013), L'intrusa è stato presentato al Festival di Cannes 2017 nell'ambito della Quinzaine des Réalisateurs.

## Trama
Giovanna dirige a Napoli il centro 'La Masseria', un luogo protetto in cui i bambini, dopo la scuola, possono giocare e crescere senza rischiare di finire nel giro della camorra. Un giorno si trova ad accogliere Maria, una giovane mamma che chiede alloggio insieme ai suoi due bambini. Giovanna le offre un monolocale di proprietà del centro senza sapere che Maria è la moglie di un boss ricercato per omicidio.
Maria chiede aiuto perché ha deciso di prendere le distanze dal mondo della malavita ma non viene accettata dai genitori degli altri ragazzi che frequentano il centro e che manifestano le loro paure. Bersaglio inconsapevole di questo scontro è Rita, la figlia di Maria, alla quale la madre e Giovanna cercano di garantire un futuro migliore e di evitare lo stigma della "figlia del camorrista", di cui ha ormai cominciato a vergognarsi. Giovanna si trova in grande difficoltà e alla fine dovrà prendere una difficile decisione.

## Distribuzione
Il film è stato distribuito nelle sale italiane il 28 settembre 2017.

## Riconoscimenti
- 2018 - Globo d'oro
  - Miglior film a Leonardo Di Costanzo
- 2018 - Nastro d'argento
  - Nomination Migliore sceneggiatura a Leonardo Di Costanzo, Maurizio Braucci e Bruno Oliviero
- 2018 - Piramide d'Oro
  - Miglior film a Leonardo Di Costanzo
- 2018 - Munich Film Festival
  - Nomination Miglior film internazionale a Leonardo Di Costanzo